# Il genio della truffa
Il genio della truffa (Matchstick Men) è un film del 2003 diretto e co-prodotto da Ridley Scott.
Il soggetto della pellicola è tratto dal romanzo omonimo (Matchstick Men) di Eric Garcia.

## Trama
Roy Waller e Frank Mercer sono due compari, abilissimi nel mettere in atto truffe e raggiri di ogni genere. Roy è geniale nella sua occupazione, che lo ha reso ricco, ma è a disagio nella vita di ogni giorno, affetto da molteplici nevrosi. Condizionato dalle sue ossessioni e affetto da agorafobia, scopre che il dottore da cui si riforniva di medicine è irreperibile, e quindi - su consiglio di Frank - si reca allo studio di un certo dottor Harris Klein, che da quel momento diverrà il suo nuovo analista e gli fornirà nuovi farmaci. Il desiderio di Roy di ricontattare la ex moglie viene incoraggiato dal nuovo medico, e così Roy scopre di essere padre di una ragazzina di 14 anni, Angela, cresciuta con la madre dopo che quest'ultima lo aveva abbandonato. L'irrompere improvviso della figlia sconvolge la routine di Roy, sollevandolo però d'umore e alleviando il suo stato nevrotico. Roy, felice di avere una figlia, inizialmente cerca di nasconderle la verità sulla sua vita criminale. È però Angela a scoprirlo, supplicando poi il padre di poter prendere parte a una delle sue truffe.
Dopo un tentativo riuscito, i due fanno, con Frank, un colpo più grande: i soldi vengono rubati con l'aiuto di Angela, ma qualcosa va storto. Dopo un iniziale inseguimento all'aeroporto, l'individuo truffato si presenta a casa di Roy, esigendo la restituzione dei suoi soldi e minacciando lui, Frank e la ragazza. Roy lo asseconda, mandando sua figlia a prendere il denaro che ha a casa, da consegnargli, ma Angela impugna la pistola che Roy teneva vicino al denaro e spara al malvivente. Incoraggiati da Roy, Frank e Angela scappano prima che la polizia giunga sul luogo e Roy decide di impacchettare il cadavere, steso nel suo salotto, in alcune buste di plastica per l'immondizia. Quando rientra nella stanza, scopre però che il cadavere è scomparso; e, quando si gira verso il rumore di passi alle sue spalle, un colpo gli fa perdere i sensi.
Roy rinviene in una stanza di ospedale piantonato da due agenti della polizia; quando si riprende completamente chiede, come condizione per la confessione, la visita del suo psicanalista. Il dottor Klein arriva e Roy gli chiede sottovoce di contattare Angela e di darle tutto il denaro che aveva in banca per assicurarle un futuro. Non appena lo psicanalista scompare dietro la porta, Roy sviene di nuovo. Più tardi si sveglia per il gran caldo della stanza e si alza per accendere il condizionatore d'aria: appena varca la soglia della porta, scopre che non si trova in un ospedale, ma in un container sul tetto di un parcheggio vuoto. Capisce allora che Frank lo ha truffato con la complicità di Angela, del tizio truffato e persino del finto dottor Klein: la cassetta di sicurezza di cui ha rivelato i codici di accesso è stata ripulita. Una visita alla ex moglie, Heather, che non vedeva da anni, chiarisce l'ultimo mistero. Roy ricordava che quando si erano lasciati la donna era in attesa, ma Heather gli racconta di avere avuto un aborto: Roy non ha mai avuto una figlia.
Roy si rassegna a quanto accaduto e cerca di riavviare una vita normale. Inizia a lavorare in un negozio di tappezzeria e si sposa con la cassiera del supermercato presso cui è solito rifornirsi, con la quale sta per avere un bambino. Un giorno Angela, accompagnata da un ragazzo, entra nel negozio in cui lui lavora per acquistare della moquette. I ricordi riaffiorano e la rabbia cresce, ma presto si scopre che Frank non solo ha raggirato Roy, ma non ha nemmeno diviso con Angela il bottino. Angela dice "Ci vediamo, pa" quando lei e il suo ragazzo se ne vanno. Roy torna a casa dalla sua nuova moglie Kathy, che è incinta.

## Promozione
(Tagline del film)

## Accoglienza

### Critica
Il film è stato accolto positivamente dalla critica. Sull'aggregatore di recensioni Rotten Tomatoes ha un indice di gradimento dell'82% basato su 182 recensioni, con un voto medio di 7,1 su 10. Su Metacritic ottiene un punteggio di 61 su 100 basato su 38 recensioni.

## Riconoscimenti
- 2004 - Satellite Award
  - Candidatura per il miglior attore non protagonista in un film commedia o musicale a Sam Rockwell
- 2004 - Central Ohio Film Critics Association Award
  - Candidatura per la migliore attrice non protagonista a Alison Lohman